# César Menacho (futbolista)
César Alejandro Menacho Claros (Santa Cruz de la Sierra, Bolivia; 9 de agosto de 1999) es un futbolista boliviano. Juega de delantero y su equipo actual es el Blooming de la Primera División de Bolivia. Es internacional absoluto por la selección de Bolivia desde 2020.

## Trayectoria
Formado en las inferiores del Club Blooming, Menacho debutó en el primer equipo del club el 2 de agosto de 2018 en la victoria por 5-0 sobre Real Potosí.
En noviembre de 2020 fichó en el Club Bolívar.

## Selección nacional
A nivel juvenil, disputó el Campeonato Sudamericano Sub-20 de 2019 y el Torneo Preolímpico Sudamericano Sub-23 de 2020.
Debutó por la selección de Bolivia el 10 de octubre de 2020 ante Brasil.

## Clubes
| Club                       | País    | Año           |
| -------------------------- | ------- | ------------- |
| Club Blooming              | Bolivia | 2018-2020     |
| Club Bolívar               | Bolivia | 2021-2022     |
| Jorge Wilstermann (cedido) | Bolivia | 2022          |
| Club Blooming              | Bolivia | 2023-2024     |
| Hamrun Spartans            | Malta   | 2025          |
| Club Blooming              | Bolivia | 2025-presente |

## Palmarés

### Títulos nacionales
| Título                  | Club            | País  | Año  |
| ----------------------- | --------------- | ----- | ---- |
| Premier League de Malta | Hamrun Spartans | Malta | 2025 |